# Characinae
Karperzalmen (Characinae) zijn een onderfamilie uit de orde van de Characiformes (Karperzalmachtigen).

## Geslachten
- Acanthocharax Eigenmann, 1912
- Acestrocephalus Eigenmann, 1910
- Acinocheirodon Malabarba & Weitzman, 1999
- Agoniates Müller & Troschel, 1845
- Aphyocheirodon Eigenmann, 1915
- Aphyocharacidium Géry, 1960
- Aphyocharax Günther, 1868
- Aphyodite Eigenmann, 1912
- Astyanacinus Eigenmann, 1907
- Astyanax Baird & Girard, 1854
- Atopomesus Myers, 1927
- Attonitus Vari & Ortega, 2000
- Aulixidens Böhlke, 1952
- Axelrodia Géry, 1965
- Bario Myers, 1940
- Boehlkea Géry, 1966
- Bramocharax Gill, 1877
- Brittanichthys Géry, 1965
- Brycon Müller & Troschel, 1844
- Bryconacidnus Myers, 1929
- Cheirodon Girard, 1855
- Compsura Eigenmann, 1915
- Coptobrycon Géry, 1966
- Creagrutus Günther, 1864
- Ctenobrycon Eigenmann, 1908
- Cyanocharax Boie, 1826
- Cynopotamus Valenciennes in Cuvier & Valenciennes, 1850
- Dectobrycon Zarske & Géry, 2006
- Deuterodon Eigenmann, 1907
- Engraulisoma Castro, 1981
- Exodon Müller & Troschel, 1844
- Galeocharax Fowler, 1910
- Genycharax Eigenmann, 1912
- Gnathocharax Fowler, 1913
- Grundulus Valenciennes in Cuvier & Valenciennes, 1846
- Gymnocharacinus Steindachner, 1903
- Gymnocorymbus Eigenmann, 1908
- Gymnotichthys Fernández-Yépez, 1950
- Hasemania Ellis, 1911
- Hemibrycon Günther, 1864
- Hemigrammus Gill, 1858
- Hyphessobrycon Durbin, 1908
- Lignobrycon Eigenmann & Myers, 1929
- Lonchogenys Myers, 1927
- Macropsobrycon Eigenmann, 1915
- Markiana Eigenmann, 1903
- Microgenys Eigenmann, 1913
- Microschemobrycon Eigenmann, 1915
- Mixobrycon Eigenmann, 1915
- Moenkhausia Eigenmann, 1903
- Monotocheirodon Eigenmann & Pearson
- Myxiops Zanata & Akama, 2004
- Nanocheirodon Malabarba, 1998
- Nantis Mirande, Aguilera & Azpelicueta, 2006
- Nematobrycon Eigenmann, 1911
- Nematocharax Weitzman, Menezes & Britski, 1986
- Odontostilbe Cope, 1870
- Odontostoechus Gomes, 1947
- Oligobrycon Eigenmann, 1915
- Oligosarcus Günther, 1864
- Othonocheirodus Myers, 1927
- Paracheirodon Géry, 1960
- Probolodus Eigenmann, 1911
- Prodontocharax Pearson, 1924
- Psellogrammus Eigenmann, 1908
- Pseudochalceus Kner, 1863
- Pseudocheirodon Meek & Hildebrand, 1916
- Rachoviscus Myers, 1926
- Rhinobrycon Myers, 1944
- Rhinopetitia Géry, 1964
- Rhoadsia Fowler, 1911
- Roeboexodon Géry, 1959
- Roeboides Günther, 1864
- Saccoderma Schultz, 1944
- Salminus Agassiz, 1829
- Schultzites Géry, 1964
- Scissor Günther, 1864
- Serrabrycon Vari, 1986
- Serrapinnus Malabarba, 1998
- Stichonodon Eigenmann, 1903